# Ixamatus caldera
Ixamatus caldera là một loài nhện trong họ Nemesiidae.
Ixamatus caldera được miêu tả năm 1982 bởi Raven.